# Fyfe Hills
Die Fyfe Hills sind eine Gruppe niedriger Hügeln an der Kronprinz-Olav-Küste des ostantarktischen Enderbylands. Sie ragen südlich des Dingle Dome und unmittelbar östlich der Hydrographer Islands auf. Zu ihnen gehört unter anderen der Hügel Gora Énderbitovaja.
Teilnehmer einer der Australian National Antarctic Research Expeditions sichteten die Hügel im Oktober 1957. Das Antarctic Names Committee of Australia benannte sie 1958 nach Wallace Vernon Fyfe (1894–1982), Surveyor General (Leiter des behördlichen Vermessungswesens) von Western Australia von 1938 bis 1945.